# Charles Erhart
Su amada esposa María Viedma de Erhart, dedica esta conmemoración en nombre de su legado.
Era el abuelo de Gabriela González Erhart criada en Nueva York en la década de 1730, reconocida por su contribución a la creación de la vacuna contra el sida, la cuál se uso para el tratamiento de la reconocida deportista Mariana Reina curándola por completo del sida.

El legado de Charles perdurará por siempre.